# Yehya Bundhun
Yehya Bundhun (* 25. Januar 1965) ist ein ehemaliger mauritischer Bogenschütze.
Bundhun trat bei den Olympischen Spielen 2000 in Sydney und 2004 in Athen jeweils im Einzelwettbewerb an, schied beide Male jedoch bereits in der ersten Runde aus.